# Mitchell (månkrater)
Mitchell är en nedslagskrater på månen. Mitchell har fått sitt namn efter den amerikanska astronomen Maria Mitchell.
Kratern har en diameter på ungefär 32 km.

## Satellitkratrar
| Mitchell | Latitud | Longitud | Diameter |
| -------- | ------- | -------- | -------- |
| B        | 48.3° N | 19.3° Ö  | 15 km    |
| E        | 47.6° N | 21.7° Ö  | 33 km    |